# 4423-as mellékút (Magyarország)
A 4423-as számú mellékút egy bő 5 kilométer hosszú, négy számjegyű országos közút Csongrád-Csanád vármegye területén; Makó északi külterületeinek tanyavilágát tárja fel nyugat-keleti irányban.

## Nyomvonala
Makó Bogárzó nevű külterületi településrészében ágazik ki a 4422-es útból, a Móra Ferenc egyik elbeszélésében is megörökített Hatrongyosi tanyacsoport közvetlen közelében. Kelet-délkeleti irányban indul, kezdeti szakaszán mezőgazdasági területek és szórványosan elhelyezkedő tanyák között húzódik, majd 1,5 kilométer után délkeleti irányt vesz, ott egy rövidebb szakaszon inkább természetes, illetve természetközeli élőhelyek között folytatódik. Hamarosan ismét művelt területek közé ér, sőt 2,3 kilométer után elhalad a bogárzói tanyavilág lakói számára épült, Páduai Szent Antal nevére szentelt római katolikus templom mellett is.
A folytatásban két éles, közel derékszögű irányváltása következik, de a harmadik kilométerét elhagyva már újra kelet-délkeleti irányban húzódik tovább. 3,7 kilométer után, az 5167-es számú buszjárat Makó, Csurgói-híd nevű buszmegállója előtt keresztezi a Sámson–Apátfalvi-Szárazér folyását, itt található az út egyetlen jelentősebb hídja. Mezőgazdasági hasznosítású, lakatlan külterületek között ér véget, beletorkollva a 4432-es útba, nem messze annak 57,400-as kilométerszelvényétől.
Teljes hossza, az országos közutak térképes nyilvántartását szolgáló kira.gov.hu adatbázisa szerint 5,220 kilométer.